# Discorso della riscossa

Mussolini durante il discorso della riscossa

Il discorso della riscossa (o discorso del Lirico), tenuto il 16 dicembre 1944 a Milano, al Teatro Lirico (il Teatro alla Scala era stato distrutto dai bombardamenti alleati nel 1943), fu l'ultimo grande discorso e insieme l'ultima apparizione pubblica di Benito Mussolini in qualità di capo del governo della Repubblica Sociale Italiana.

## Contesto storico
L'offensiva alleata era ferma sulla Linea Gotica lungo l'Appennino tosco-emiliano da metà novembre, in seguito all'ordine del generale britannico Harold Alexander di sospendere le operazioni sul fronte che si trovava quindi a 300 km dalla città.
Mussolini, che non teneva un discorso pubblico da poco prima della caduta del fascismo il 25 luglio 1943, arrivò da Salò al Lirico alle 11. Accorsero per vederlo 3.000 o 4.000 persone ed erano presenti i gerarchi Alessandro Pavolini, Guido Buffarini Guidi, Renato Ricci, Francesco Maria Barracu e Rodolfo Graziani. L'adunanza non poté tenersi al Teatro della Scala poiché quest'ultimo era inagibile a causa dei bombardamenti alleati dell’anno precedente.

## Discorso e conseguenze
La concione mussolinana fu lunga, aspra e, sotto certi aspetti, sorprendente. Il Duce fece intendere che era possibile arrivare ad un compromesso con gli Alleati, accennò all'utilità di gruppi di opposizione, a patto però che agissero in un'Italia dove i due istituti fondamentali fossero la patria repubblicana e la socializzazione economica. Si scagliò contro il Re, Badoglio, il «tradimento» dell'armistizio, la massoneria e le forze plutocratiche accusate di aver scatenato la guerra; giustificò il popolo italiano esultante dopo la caduta del fascismo, perché era stato ingannato dall'illusione della fine delle sue sofferenze, raggirato da capi vili e fuggiaschi. 
Il discorso del Lirico, in realtà, fu l’ultimo colpo di coda di un Mussolini stanco, malato e ostaggio dei nazisti; tuttavia, ebbe un certo rilievo sugli organi di informazione: si ricorda, a titolo di esempio, l'entusiastica descrizione che ne fece La Stampa.